# Stretava
 Stretava je obec na Slovensku. Nachází se v Košickém kraji, v okrese Michalovce. Obec má rozlohu 7,75 km² a leží v nadmořské výšce 102 m. V roce 2011 v obci žilo 651 obyvatel.  První písemná zmínka o obci pochází z roku 1266.